# Settimana Ciclistica Lombarda 2008
Die 38. Settimana Ciclistica Lombarda fand vom 1. bis 6. April 2008 statt. Das Radrennen wurde in sechs Etappen über eine Distanz von 868,6 Kilometern ausgetragen. Es ist Teil der UCI Europe Tour 2008 und erstmals in die Kategorie 2.1 eingestuft.

## Etappen
| Etappe    | Tag      | Start – Ziel             | km         | Etappensieger          | Führender      |
| --------- | -------- | ------------------------ | ---------- | ---------------------- | -------------- |
| 1. Etappe | 1. April | Brignano – Brignano      | 18,3 (MZF) | Tinkoff Credit Systems | Alberto Loddo  |
| 2. Etappe | 2. April | Brignano – Costa Volpino | 163,8      | Mattia Gavazzi         | Alberto Loddo  |
| 3. Etappe | 3. April | Dalmine – Dalmine        | 174,4      | Gabriele Balducci      | Alberto Loddo  |
| 4. Etappe | 4. April | Vertova – Vertova        | 192,6      | Danilo Di Luca         | Danilo Di Luca |
| 5. Etappe | 5. April | Flero – Flero            | 163,5      | Branislau Samoilau     | Danilo Di Luca |
| 6. Etappe | 6. April | Bergamo – Bergamo        | 162,7      | Francesco Failli       | Danilo Di Luca |